# Witold Kalicki
Witold Kalicki (ur. 1915 w Warszawie, zm. 27 stycznia 1983 tamże) – polski malarz i grafik.
Od 1930 do 1934 studiował w warszawskiej Miejskiej Szkole Sztuk Zdobniczych i Malarstwa, po jej ukończeniu zajmował się malarstwem sztalugowym poprzez stosowanie tempery, akwareli i techniki olejnej. Tworzył również drzeworyty, był autorem grafik reklamowych, plakatów reklamowych i projektantem ilustracji na okładkach książek. Częstym motywem jego twórczości były pejzaże miejskie Warszawy oraz tematyka religijna. Należał do grona współzałożycieli Grupy Artystycznej „Galeria Środowiskowa”, w 1958 zaprojektował odznakę „Wzorowy Kierowca”.